# Saison 2016-2017 du Pro12
Navigation
Pro12 2015-2016 Pro14 2017-2018
La saison 2016-2017 du Pro12, ou Guinness Pro12 du nom de son sponsor du moment, voit s'affronter douze franchises écossaises, galloises, irlandaises et italiennes de rugby à XV. Le championnat débute le 2 septembre 2016. La première phase est dite régulière avec des doubles confrontations en matchs aller-retour. À l'issue des vingt-deux journées de la phase régulière, les quatre premières équipes sont qualifiées pour la phase de playoff avec des demi-finales et une finale pour l'attribution du titre. Le Connacht est le champion en titre, mais est éliminé de la course à la phase finale et dégringole à la huitième place de cette saison.
Deux clubs irlandais et deux gallois se disputent le titre. Le Munster termine en tête de la saison régulière (et établit un nouveau record de points au classement avec 86 unités), grâce à ses dix victoires à l'extérieur, tandis que le Leinster, second, est la seule équipe invaincue à domicile. Ces deux équipes reçoivent respectivement les Ospreys et les Scarlets. Durant les demi-finales, ces derniers mettent fin à la série d'invincibilité du Leinster à domicile en gagnant 15-27.
Ces quatre équipes, ainsi que l'Ulster, les Glasgow Warriors et le Benetton Trévise se qualifient pour la Coupe d'Europe la saison suivante.

## Faits notoires
- Coups du chapeau :
  - Quatre essais : Tommy Seymour contre Leinster (2e journée)
  - Trois essais : Sam Parry contre Zebre (1re journée)

- La première journée de championnat voit s'affronter les tenants du titre, le Connacht (à domicile) et les vainqueurs de 2015, les Glasgow Warriors. Le Connacht avait remporté deux confrontations décisives d'affilée contre Glasgow lors de la 22e journée et les demi-finales de la saison précédente, mais les Écossais prennent leur revanche en écrasant les Irlandais 5-41.
- Le match de la troisième journée entre les Zebre et le Connacht est annulé et reporté après la première mi-temps pour cause d'orage. Les Italiens menaient 22-10, trois essais à un.

## Résumé des résultats

### Classement de la phase régulière
| Rang | Franchise             | J  | V  | N | D  | Bo | Bd | Pm  | Pe  | Diff | Pts |
| ---- | --------------------- | -- | -- | - | -- | -- | -- | --- | --- | ---- | --- |
| 1    | Munster               | 22 | 19 | 0 | 3  | 9  | 1  | 602 | 316 | +286 | 86  |
| 2    | Leinster              | 22 | 18 | 0 | 4  | 12 | 1  | 674 | 390 | +284 | 85  |
| 3    | Scarlets              | 22 | 17 | 0 | 5  | 9  | 0  | 537 | 359 | +178 | 77  |
| 4    | Ospreys               | 22 | 14 | 0 | 8  | 10 | 3  | 556 | 360 | +196 | 69  |
| 5    | Ulster                | 22 | 14 | 1 | 7  | 6  | 4  | 521 | 371 | +150 | 68  |
| 6    | Glasgow Warriors      | 22 | 11 | 0 | 11 | 9  | 5  | 540 | 464 | +76  | 58  |
| 7    | Cardiff Blues         | 22 | 11 | 1 | 10 | 3  | 4  | 508 | 498 | +10  | 53  |
| 8    | Connacht (T)          | 22 | 9  | 0 | 13 | 5  | 3  | 413 | 498 | -85  | 44  |
| 9    | Édimbourg Rugby       | 22 | 6  | 0 | 16 | 1  | 6  | 400 | 491 | -91  | 31  |
| 10   | Benetton Trévise      | 22 | 5  | 0 | 17 | 1  | 2  | 316 | 664 | -348 | 23  |
| 11   | Newport Gwent Dragons | 22 | 4  | 0 | 18 | 1  | 6  | 368 | 569 | -201 | 23  |
| 12   | Zebre                 | 22 | 3  | 0 | 19 | 1  | 6  | 318 | 773 | -455 | 19  |

|  | Qualifiés pour la phase finale et la Coupe d'Europe 2017-2018 (no 1, no 2, no 3, no 4). |
|  | Qualifiés pour la Coupe d'Europe 2017-2018.                                             |
|  | Qualifié pour le barrage de la Coupe d'Europe 2017-2018.                                |
|  | T : tenant du titre 2016                                                                |

Attribution des points : victoire : 4, match nul : 2, défaite : 0 ; plus les bonus (offensif : 4 essais marqués ; défensif : défaite par 7 points d'écart maximum).
Règles de classement : 1. Nombre de victoires ; 2.différence de points ; 3. nombre d'essais marqués ; 4. nombre de points marqués ; 5. différence d'essais ; 6. rencontre supplémentaire si la première place est concernée sinon nombre de cartons rouges, puis jaunes.
Règles de qualification en Coupe d'Europe : six clubs sont qualifiés pour la Coupe d'Europe. Sont qualifiés directement les meilleurs clubs de chaque nation, ainsi que les quatre premiers du classement. Les places restantes sont octroyées aux équipes les mieux classées en dehors du top 4. Les deux équipes les mieux classées hors de ces critères joue le barrage de la coupe d'Europe.

### Phase finale
Les quatre premiers de la phase régulière sont qualifiés pour les demi-finales. L'équipe classée première affronte à domicile celle classée quatrième alors que la seconde reçoit la troisième. La finale a lieu sur terrain prestigieux choisi en début de saison. Cette année, les finalistes se rendront à l'Aviva Stadium de Dublin.
|  | Demi-finales                        | Demi-finales                        |         |    | Finale                             | Finale                             |
|  | Demi-finales                        | Demi-finales                        |         |    | Finale                             | Finale                             |
|  |                                     |                                     |         |    |                                    |                                    |
|  | 20 mai 2017, Thomond Park, Limerick | 20 mai 2017, Thomond Park, Limerick |         |    | 27 mai 2017, Aviva Stadium, Dublin | 27 mai 2017, Aviva Stadium, Dublin |
|  | 20 mai 2017, Thomond Park, Limerick | 20 mai 2017, Thomond Park, Limerick |         |    | 27 mai 2017, Aviva Stadium, Dublin | 27 mai 2017, Aviva Stadium, Dublin |
|  | [1] Munster                         | 23                                  |         |    | 27 mai 2017, Aviva Stadium, Dublin | 27 mai 2017, Aviva Stadium, Dublin |
|  | [1] Munster                         | 23                                  |         |    | 27 mai 2017, Aviva Stadium, Dublin | 27 mai 2017, Aviva Stadium, Dublin |
|  | [4] Ospreys                         | 3                                   |         |    | 27 mai 2017, Aviva Stadium, Dublin | 27 mai 2017, Aviva Stadium, Dublin |
|  | [4] Ospreys                         | 3                                   | Munster | 22 |                                    |                                    |
|  | 19 mai 2017, RDS Arena, Dublin      |                                     | Munster | 22 |                                    |                                    |
|  |                                     | Scarlets                            | 46      |    |                                    |                                    |
|  | [2] Leinster                        | Scarlets                            | 46      | 15 |                                    |                                    |
|  | [2] Leinster                        |                                     |         | 15 |                                    |                                    |
|  | [3] Scarlets                        | 27                                  |         |    |                                    |                                    |
|  | [3] Scarlets                        | 27                                  |         |    |                                    |                                    |

## Résultats détaillés

### Phase régulière

#### Tableau synthétique des résultats
L'équipe qui reçoit est indiquée dans la colonne de gauche.
| Clubs                 | CAR   | CON   | DRA   | EDI   | GLA   | LEI   | SCA   | MUN   | OSP   | TRE   | ULS   | ZEB   |
| --------------------- | ----- | ----- | ----- | ----- | ----- | ----- | ----- | ----- | ----- | ----- | ----- | ----- |
| Cardiff Blues         |       | 13-19 | 27-16 | 34-16 | 23-19 | 13-16 | 15-26 | 13-23 | 35-17 | 57-20 | 22-35 | 30-24 |
| Connacht              | 18-7  |       | 14-9  | 28-15 | 5-41  | 24-37 | 8-30  | 9-16  | 11-32 | 47-8  | 30-25 | 33-3  |
| Newport Gwent Dragons | 24-26 | 21-16 |       | 27-19 | 17-26 | 22-54 | 16-21 | 16-20 | 0-10  | 26-8  | 17-27 | 11-6  |
| Édimbourg Rugby       | 17-18 | 19-22 | 24-20 |       | 12-25 | 20-33 | 20-9  | 9-10  | 9-13  | 45-10 | 28-17 | 14-19 |
| Glasgow Warriors      | 29-15 | 35-24 | 47-17 | 18-29 |       | 33-25 | 14-26 | 15-16 | 5-22  | 31-14 | 17-22 | 45-10 |
| Leinster              | 22-21 | 24-13 | 28-15 | 39-10 | 31-30 |       | 45-9  | 25-14 | 31-19 | 20-8  | 22-7  | 70-6  |
| Scarlets              | 15-10 | 17-8  | 31-27 | 26-10 | 27-3  | 38-29 |       | 13-23 | 40-17 | 51-5  | 16-13 | 42-7  |
| Munster               | 23-24 | 50-14 | 45-17 | 28-14 | 10-7  | 29-17 | 21-30 |       | 33-0  | 46-3  | 22-20 | 49-5  |
| Ospreys               | 46-24 | 29-7  | 35-17 | 31-22 | 26-15 | 18-20 | 19-9  | 23-25 |       | 64-10 | 24-10 | 59-5  |
| Benetton Trévise      | 28-34 | 19-34 | 27-11 | 21-6  | 28-35 | 14-40 | 6-22  | 14-34 | 13-5  |       | 11-22 | 23-12 |
| Ulster                | 24-24 | 23-7  | 29-8  | 24-18 | 37-17 | 17-13 | 19-8  | 14-15 | 9-7   | 19-7  |       | 68-21 |
| Zebre                 | 21-23 | 25-22 | 29-14 | 19-24 | 28-33 | 10-33 | 24-31 | 14-50 | 10-40 | 3-19  | 17-40 |       |

|  | Victoire à domicile |  | Match nul |  | Défaite à domicile |

## Leader par journée
| 1re     | 2e      | 3e      | 4e     | 5e     | 6e     | 7e       | 8e       | 9e      | 10e     | 11e     | 12e     | 13e     | 14e     | 15e     | 16e      | 17e      | 18e      | 19e      | 20e      | 21e      | 22e     |
| Ospreys | Ospreys | Ospreys | Ulster | Ulster | Ulster | Leinster | Leinster | Munster | Munster | Munster | Munster | Munster | Munster | Munster | Leinster | Leinster | Leinster | Leinster | Leinster | Leinster | Munster |

## Phase finale

### Demi-finales
| 19 mai 2017 20 h 45 | Leinster                                                                                           | 15 − 27 (10 - 21) | Scarlets | RDS Arena, Dublin Arbitre : Marius Mitrea |
| 19 mai 2017 20 h 45 | Essai(s) : Ringrose (25e), Conan (65e) Transformation(s) : Nacewa (26e) Pénalité(s) : Nacewa (21e) |                   | Essai(s) : S. Evans (11e), Shingler (27e), G. Davies (31e) Transformation(s) : Patchell (11e, 27e, 32e) Pénalité(s) : L. WIlliams (71e, 81e) Carton(s) rouge(s) : S. Evans (39e) | RDS Arena, Dublin Arbitre : Marius Mitrea |
| 19 mai 2017 20 h 45 | |                   | | RDS Arena, Dublin Arbitre : Marius Mitrea |

| 20 mai 2017 18 h 15 | Munster | 23-3 (8-3) | Ospreys                     | Thomond Park, Limerick Arbitre : Luke Pearce |
| 20 mai 2017 18 h 15 | Essai(s) : 3 Saili (26e), Zebo (61e), Conway (75e) Transformation(s) : 1 Bleyendaal (62e) Pénalité(s) : 2 Bleyendaal (40e, 67e) |            | Pénalité(s) : 1 Biggar (8e) | Thomond Park, Limerick Arbitre : Luke Pearce |
| 20 mai 2017 18 h 15 | |            |                             | Thomond Park, Limerick Arbitre : Luke Pearce |

### Finale
| 27 mai 2017 18 h 15 | Munster | 22 - 46 (10-29) | Scarlets | Aviva Stadium, Dublin 44 558 spectateurs Arbitre : Nigel Owens |
| 27 mai 2017 18 h 15 | Essai(s) : 3 Bleyendaal (40e), Conway (75e), Earls (78e) Transformation(s) : 2 Bleyendaal (41e), Keatley (78e) Pénalité(s) : 1 Bleyendaal (7e) |                 | Essai(s) : 6 Williams (9e), Evans (20e), Davies (27e), Beirne (31e), van der Merwe (70e), Davies (80e) Transformation(s) : 5 Patchell (21e, 28e, 32e), Williams (72e, 81e) Pénalité(s) : 2 Patchell (19e, 45e) | Aviva Stadium, Dublin 44 558 spectateurs Arbitre : Nigel Owens |
| 27 mai 2017 18 h 15 | |                 | | Aviva Stadium, Dublin 44 558 spectateurs Arbitre : Nigel Owens |

## Statistiques
À jour le 27/05/2017

### Meilleurs réalisateurs
| Rang | Joueur           | Club                  | Poste                           | Points | Essais | Transf. | Pén. | Drops |
| ---- | ---------------- | --------------------- | ------------------------------- | ------ | ------ | ------- | ---- | ----- |
| 1    | Rhys Patchell    | Scarlets              | Demi d'ouverture                | 145    | 2      | 36      | 21   | -     |
| 2    | Tyler Bleyendaal | Munster               | Demi d'ouverture                | 144    | 1      | 47      | 15   | -     |
| 3    | Angus O'Brien    | Newport Gwent Dragons | Demi d'ouverture                | 131    | 1      | 18      | 27   | 3     |
| 4    | Steven Shingler  | Cardiff Blues         | Demi d'ouverture                | 128    | 3      | 25      | 21   | -     |
| 5    | Duncan Weir      | Édimbourg Rugby       | Demi d'ouverture                | 116    | 1      | 15      | 27   | -     |
| 6    | Gareth Anscombe  | Cardiff Blues         | Demi d'ouverture                | 111    | 3      | 24      | 16   | -     |
| 7    | Sam Davies       | Ospreys               | Demi d'ouverture, Arrière       | 106    | 1      | 31      | 13   | -     |
| 7    | Paddy Jackson    | Ulster                | Demi d'ouverture                | 106    | 2      | 18      | 20   | -     |
| 9    | Ruan Pienaar     | Ulster                | Demi de mêlée, Demi d'ouverture | 100    | 5      | 30      | 5    | -     |
| 10   | Carlo Canna      | Zebre                 | Demi d'ouverture                | 95     | 1      | 15      | 18   | 2     |

### Meilleurs marqueurs
| Rang | Joueur            | Club             | Poste                     | Essais |
| ---- | ----------------- | ---------------- | ------------------------- | ------ |
| 1    | Steffan Evans     | Scarlets         | Ailier                    | 13     |
| 2    | DTH van der Merwe | Scarlets         | Ailier                    | 9      |
| 2    | Andrew Conway     | Munster          | Arrière, Ailier           | 9      |
| 2    | Ronan O'Mahony    | Munster          | Ailier                    | 9      |
| 2    | Jacob Stockdale   | Ulster           | Ailier                    | 9      |
| 4    | Tommy Seymour     | Glasgow Warriors | Ailier                    | 8      |
| 4    | Joey Carbery      | Leinster         | Demi d'ouverture, Arrière | 8      |
| 4    | Rory O'Loughlin   | Leinster         | Centre, Ailier            | 8      |
| 5    | Adam Byrne        | Leinster         | Ailier                    | 7      |
| 5    | Luke McGrath      | Leinster         | Demi de mêlée             | 7      |
| 5    | Keelan Giles      | Ospreys          | Ailier                    | 7      |

## Récompenses
Les Pro12 awards récompensent les meilleurs joueurs de la saison régulière et se déroulent le 7 mai à Dublin, soit avant le début des phases finales, :
| Distinction               | Lauréat        | Club                  |
| ------------------------- | -------------- | --------------------- |
| Joueur de la saison       | Charles Piutau | Ulster                |
| Entraîneur de la saison   | Rassie Erasmus | Munster               |
| Jeune joueur de la saison | Joey Carbery   | Leinster              |
| Prix du président         | Nigel Owens    | Arbitre               |
| Meilleur marqueur         | Steffan Evans  | Scarlets              |
| Golden Boot               | Sam Davies     | Newport Gwent Dragons |
| Prix du Fair-play         | Connacht       |                       |

| Poste                  | Joueurs                               | Joueurs                               | Joueurs                               | Joueurs                            | Joueurs                            | Joueurs                            |
| ---------------------- | ------------------------------------- | ------------------------------------- | ------------------------------------- | ---------------------------------- | ---------------------------------- | ---------------------------------- |
| Arrière                | [15] Tiernan O'Halloran (Connacht)    | [15] Tiernan O'Halloran (Connacht)    | [15] Tiernan O'Halloran (Connacht)    | [15] Tiernan O'Halloran (Connacht) | [15] Tiernan O'Halloran (Connacht) | [15] Tiernan O'Halloran (Connacht) |
| Trois quarts ailes     | [14] Tommy Seymour (Glasgow Warriors) | [14] Tommy Seymour (Glasgow Warriors) | [14] Tommy Seymour (Glasgow Warriors) | [11] Charles Piutau (Ulster)       | [11] Charles Piutau (Ulster)       | [11] Charles Piutau (Ulster)       |
| Trois quarts centres   | [13] Jaco Taute (en) (Munster)        | [13] Jaco Taute (en) (Munster)        | [13] Jaco Taute (en) (Munster)        | [12] Rory Scannell (Munster)       | [12] Rory Scannell (Munster)       | [12] Rory Scannell (Munster)       |
| Charnière              | [10] Tyler Bleyendaal (Munster)       | [10] Tyler Bleyendaal (Munster)       | [10] Tyler Bleyendaal (Munster)       | [9] Ruan Pienaar (Ulster)          | [9] Ruan Pienaar (Ulster)          | [9] Ruan Pienaar (Ulster)          |
| Troisième ligne centre | [8] Jack Conan (Leinster)             | [8] Jack Conan (Leinster)             | [8] Jack Conan (Leinster)             | [8] Jack Conan (Leinster)          | [8] Jack Conan (Leinster)          | [8] Jack Conan (Leinster)          |
| Troisième ligne aile   | [7] James Davies (Scarlets)           | [7] James Davies (Scarlets)           | [7] James Davies (Scarlets)           | [6] Dan Leavy (Leinster)           | [6] Dan Leavy (Leinster)           | [6] Dan Leavy (Leinster)           |
| Deuxième ligne         | [5] Billy Holland (en) (Munster)      | [5] Billy Holland (en) (Munster)      | [5] Billy Holland (en) (Munster)      | [4] Ben Toolis (Édimbourg Rugby)   | [4] Ben Toolis (Édimbourg Rugby)   | [4] Ben Toolis (Édimbourg Rugby)   |
| Piliers                | [3] John Ryan (Munster)               | [3] John Ryan (Munster)               | [3] John Ryan (Munster)               | [1] David Kilcoyne (Munster)       | [1] David Kilcoyne (Munster)       | [1] David Kilcoyne (Munster)       |
| Talonneur              | [2] Ken Owens (Scarlets)              | [2] Ken Owens (Scarlets)              | [2] Ken Owens (Scarlets)              | [2] Ken Owens (Scarlets)           | [2] Ken Owens (Scarlets)           | [2] Ken Owens (Scarlets)           |